# Cheverly (metropolitana di Washington)
Cheverly è una stazione della metropolitana di Washington, situata sulla linea arancione. Si trova a Cheverly (Maryland), presso la U.S. Route 50. È una delle stazioni meno trafficate della rete.
È stata inaugurata il 20 novembre 1978, contestualmente all'apertura del tratto tra Stadium-Armory e New Carrollton.
La stazione è dotata di un parcheggio da 500 posti ed è servita da autobus dei sistemi Metrobus (anch'esso gestito dalla WMATA) e TheBus.